# سارجنت سلوتر

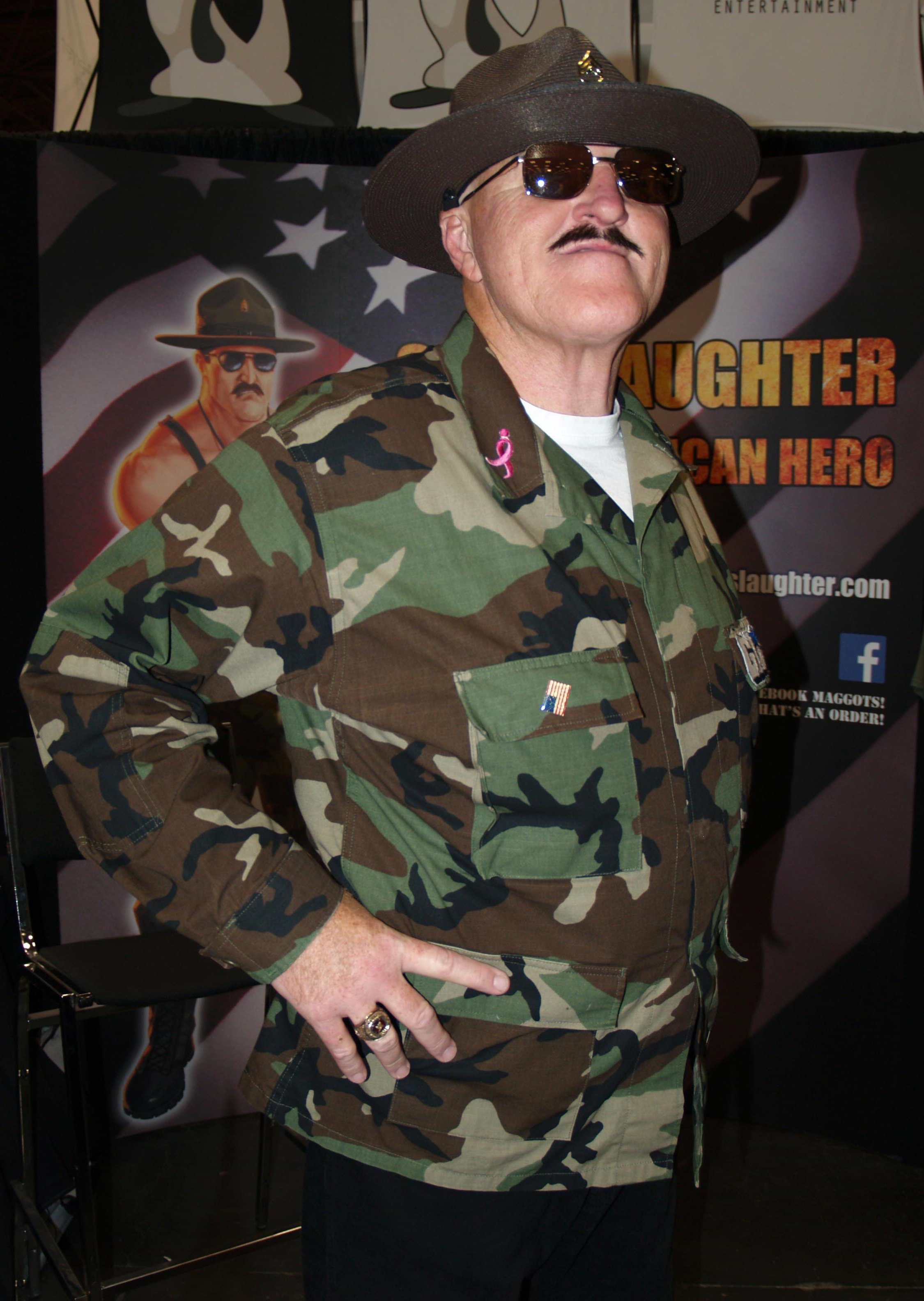
سارجنت سلوتر سنة 2013م

سارجنت سلوتر (ب[Sgt. Slaughter] خطأ: {{اللغة-؟؟}}: وسيط غير صالح: |تاريخ أرشيف= (مساعدة)) ، واسمه الحقيقي روبرت ريموس (Robert Remus) ، من مواليد 27 أغسطس سنة 1948م، وهو مصارع أمريكي محترف وعسكري سابقاً، شارك في عدة بطولات للاتحاد المصارعة الأمريكية من عقد 1970 إلى عقد 1990 ، كما شارك في مسلسلات تلفزيونية.

## وصلات خارجية
- سارجنت سلوتر على موقع دبليو دبليو إي (الإنجليزية)
- سارجنت سلوتر على موقع CageMatch worker (الإنجليزية)
- سارجنت سلوتر على موقع قاعدة بيانات المصارعة على الإنترنت (الإنجليزية)
- سارجنت سلوتر على موقع عالم المصارعة على الإنترنت (الإنجليزية)
- سارجنت سلوتر على موقع عالم المصارعة على الإنترنت (الإنجليزية)
- الموقع الرسمي
- WWE Hall of Fame profile of Sgt. Slaughter
- سارجنت سلوتر على موقع IMDb (الإنجليزية)
- سارجنت سلوتر على موقع ميوزك برينز (الإنجليزية)
- سارجنت سلوتر على موقع ديسكوغز (الإنجليزية)
- سارجنت سلوتر على موقع قاعدة بيانات الفيلم (الإنجليزية)
- Bio & Interview from SLAM! Wrestling
- Sgt. Slaughter Debut on YouTube